# Tjesnac Nemuro
Tjesnac Nemuro, također zvan tjesnac Notsuke i Kunaširski tjesnac (rus. Кунаширский пролив) odvaja otok Kunašir Kurilskog otočja (Rusija, ali pravo polaže i Japan) od poluotoka Shiretoko, na otoku Hokkaido, u Japanu. Tjesnac povezuje Ohotsko more na sjeveru s tjesnacem Izmeni na jugu. Nalazi se na jugoistočnoj granici oblasti Sahalin, Rusija, i potprefekture Nemuro u Japanu. Duž tjesnaca prolazi granica između dviju država.
Tjesnac Nemuro je oko 74 km, a širok 24 km. Najveća dubina je 2,500 metres (8,200 ft). Japanski gradovi Rausu i Shibetsu gledaju na tjesnac.
Povijest ove zemlje protkana je bogatim prirodnim resursima; losos. Kao takav postao je poznat kao "meka lososa".

## Vanjske poveznice
|  | Zajednički poslužitelj ima još gradiva o temi Tjesnac Nemuro |

- Poluotok Shiretoko u NASA Zemaljskom opservatoriju